# Liste des plus hauts bâtiments de la préfecture d'Osaka
Cet article présente une liste des plus hauts bâtiments de la préfecture d'Osaka, la deuxième plus peuplée des 47 préfectures du Japon. Osaka, capitale de la préfecture, est aussi la deuxième puissance économique du pays après la capitale Tokyo. Le PIB dans la région du Keihanshin (Osaka, Kyoto et Kobe) est[Quand ?] de 240 milliards d'euros, ce qui en fait une des régions les plus productives du monde.
Osaka comporte un grand nombre de gratte-ciel, notamment dans les arrondissements de Kita-ku et Chūō-ku. Plus de trente d'entre eux dépassent les 150 mètres. Osaka est la ville japonaise où fut construit gratte-ciel le plus élevé du pays, Abeno Harukas, qui mesure 300 mètres et comprend 60 étages.
La préfecture d'Osaka possède deux autres gratte-ciel qui sont parmi les cinq plus grands bâtiments du pays, Osaka World Trade Center et Rinku Gate Tower, construits en 1995 et 1996 respectivement, et qui atteignent une hauteur de 256 mètres. 
La tour de Kitahama (The Kitahama, 209 mètres et 55 étages) est le plus haut gratte-ciel résidentiel d'Osaka.

## Les plus hauts bâtiments
Cette liste classe les bâtiments qui mesurent 150 mètres ou plus ; elle est basée sur les mesures internationales des gratte-ciel. Cela inclut les spires et les autres détails architecturaux, mais pas les antennes et les mâts. Cette liste contient aussi les gratte-ciel sous construction mais seulement ceux qui ont atteint le toit.  
| Classement | Nom                                              | Photo | Hauteur m (ft) | Étages | Année | Coordonnées                       | Arrondissement ou ville | Notes |
| ---------- | ------------------------------------------------ | ----- | -------------- | ------ | ----- | --------------------------------- | ----------------------- | ----- |
| 1          | Abeno Harukas                                    |       | 300 (984)      | 60     | 2014  | 34° 24′ 40″ N, 135° 18′ 00″ E     | Abeno-ku                |       |
| 2=         | Osaka World Trade Center                         |       | 256 (840)      | 55     | 1995  | 34° 38′ 18″ N, 135° 24′ 54″ E     | Suminoe-ku              |       |
| 2=         | Rinku Gate Tower                                 |       | 256 (840)      | 56     | 1996  | 34° 24′ 40″ N, 135° 18′ 00″ E     | Izumisano               |       |
| 4          | The Kitahama                                     |       | 209 (687)      | 54     | 2009  | 34° 41′ 21″ N, 135° 30′ 25,5″ E   | Chūō                    |       |
| 5          | X-Tower Osaka Bay                                |       | 200 (657)      | 54     | 2006  | 34° 40′ 06,5″ N, 135° 27′ 37″ E   | Minato                  |       |
| 6          | ORC 200                                          |       | 200 (656)      | 51     | 1993  | 34° 40′ 09″ N, 135° 27′ 40″ E     | Minato                  |       |
| 7          | Nakanoshima Festival Tower East                  |       | 199 (652)      | 39     | 2012  |                                   | Kita                    |       |
| 8          | Kansai Electric Power Building                   |       | 195 (640)      | 41     | 2004  | 34° 41′ 34″ N, 135° 29′ 33,5″ E   | Kita                    |       |
| 9          | The Park House Nakanoshima Tower                 |       | 193 (633)      | 55     | 2018  |                                   | Kita                    |       |
| 10         | Herbis Osaka                                     |       | 190 (623)      | 40     | 1997  | 34° 41′ 55″ N, 135° 29′ 34,5″ E   | Kita                    |       |
| 11         | Umeda Hankyu Building                            |       | 187 (614)      | 41     | 2010  | 34° 42′ 09″ N, 135° 29′ 56″ E     | Kita                    |       |
| 12         | Dai Heiwa Kinen Tō                               |       | 180 (588)      | 1      | 1970  |                                   | Tondabayashi            |       |
| 13         | Grand Front Osaka Tower A*                       |       | 179,5 (588)    | 38     | 2013  |                                   | Kita                    |       |
| 14         | The Tower Osaka                                  |       | 178 (583)      | 50     | 2008  | 34° 41′ 40″ N, 135° 29′ 20,5″ E   | Fukushima-ku            |       |
| 15         | City Tower Nishi Umeda                           |       | 177 (582)      | 50     | 2007  | 34° 42′ 00″ N, 135° 29′ 08,5″ E   | Fukushima-ku            |       |
| 16         | OAP Tower                                        |       | 176 (577)      | 39     | 1996  | 34° 41′ 39,5″ N, 135° 31′ 11,5″ E | Kita                    |       |
| 17=        | Grand Front Osaka Office Tower*                  |       | 175 (575)      | 38     | 2013  |                                   | Kita                    |       |
| 17=        | Breezé Tower                                     |       | 175 (574)      | 34     | 2008  | 34° 41′ 55″ N, 135° 29′ 38″ E     | Kita                    |       |
| 19         | Grand Front Osaka Owners Tower                   |       | 174 (570)      | 48     | 2013  |                                   | Kita                    |       |
| 20         | Umeda Sky Building                               |       | 173 (568)      | 40     | 1993  | 34° 42′ 19″ N, 135° 29′ 23″ E     | Kita                    |       |
| 21         | City Tower Osaka                                 |       | 170 (558)      | 50     | 2003  | 34° 41′ 11″ N, 135° 30′ 27″ E     | Chūō                    |       |
| 22         | ORC 200 Prio Tower                               |       | 167 (548)      | 50     | 1993  | 34° 40′ 10,7″ N, 135° 27′ 34,7″ E | Minato                  |       |
| 23         | The Senri Tower                                  |       | 164 (539)      | 50     | 2009  | 34° 48′ 40″ N, 135° 29′ 40″ E     | Toyonaka                |       |
| 24         | City Tower Grand Tennoji                         |       | 162 (531)      | 43     | 2007  | 34° 38′ 37,5″ N, 135° 31′ 03″ E   | Abeno-ku                |       |
| 25=        | Applause Tower                                   |       | 161 (528)      | 34     | 1992  | 34° 42′ 31″ N, 135° 29′ 54,5″ E   | Kita                    |       |
| 25=        | Osaka Fukushima Tower                            |       | 161 (527)      | 45     | 2011  | 34° 41′ 35″ N, 135° 28′ 52″ E     | Fukushima-ku            |       |
| 27         | Nakanoshima Dai Building                         |       | 160 (525)      | 35     | 2009  | 34° 41′ 34″ N, 135° 29′ 33,5″ E   | Kita                    |       |
| 28=        | Twin 21 Panasonic Tower                          |       | 157 (515)      | 38     | 1986  | 34° 41′ 36″ N, 135° 31′ 51″ E     | Chūō                    |       |
| 28=        | Twin 21 MID Tower                                |       | 157 (515)      | 38     | 1986  | 34° 41′ 34″ N, 135° 31′ 53,7″ E   | Chūō                    |       |
| 28=        | OBP Castle Tower                                 |       | 157 (515)      | 38     | 1988  | 34° 41′ 30″ N, 135° 31′ 58″ E     | Chūō                    |       |
| 28=        | Crystal Tower                                    |       | 157 (514)      | 37     | 1990  | 34° 41′ 31,7″ N, 135° 31′ 43,5″ E | Chūō                    |       |
| 32=        | Yasuda Seimei                                    |       | 156 (511)      | 30     | 2000  | 34° 41′ 55″ N, 135° 29′ 29,5″ E   | Kita                    |       |
| 32=        | Geo Tower Tenroku*                               |       | 156 (511)      | 44     | 2013  |                                   | Kita                    |       |
| 34         | Namba Tower Residence                            |       | 156 (511)      | 46     | 2007  | 34° 39′ 38,5″ N, 135° 30′ 04,3″ E | Naniwa-ku               |       |
| 35         | City Tower Osaka Tenma The River and Parks       |       | 156 (510)      | 45     | 2010  | 34° 42′ 29″ N, 135° 30′ 58,5″ E   | Kita                    |       |
| 36         | Grand Front Osaka Tower C Intercontinental Hotel |       | 154 (505)      | 33     | 2013  |                                   | Kita                    |       |
| 37         | Yodoyabashi Apple Tower Residence                |       | 153 (500)      | 46     | 2007  | 34° 41′ 22″ N, 135° 30′ 12″ E     | Chūō                    |       |
| 38         | D'Grafort Osaka N.Y Tower Higobashi              |       | 151 (494)      | 46     | 2008  | 34° 41′ 23,6″ N, 135° 29′ 49,2″ E | Nishi-ku                |       |
| 39         | JR Osaka Station North Building                  |       | 150 (492)      | 29     | 2011  | 34° 42′ 09,5″ N, 135° 29′ 39,3″ E | Kita                    |       |

- Indique les bâtiments sous construction mais ont atteint le toit.

= Indique les bâtiments qui sont de la même hauteur.

## En construction, approuvé ou proposé

### En construction
Cette liste cite les gratte-ciel qui sont en construction et sont planifiés pour atteindre une hauteur de 150 mètres ou plus.
| Nom                                      | Hauteur m (ft) | Étages | Année | Arrondissement | Notes |
| ---------------------------------------- | -------------- | ------ | ----- | -------------- | ----- |
| Osaka Hibikino Machi - The Sanctus Tower | 190 (622)      | 53     | 2015  | Nishi          |       |

### Approuvés
Cette liste cite les gratte-ciel qui sont approuvés et sont planifiés pour atteindre une hauteur de 150 mètres ou plus.
| Nom                                  | Hauteur m (ft) | Étages | Année | District | Notes                                 |
| ------------------------------------ | -------------- | ------ | ----- | -------- | ------------------------------------- |
| Nakanoshima Festival Tower West Area | 200 (656)      | 41     | 2018  | Kita     | La construction va commencer en 2014  |
| Enokojima Redevelopment              | 160 (525)      | 56     | 2016  | Nishi    | La construction va commencer été 2013 |
| Yodobashi New Building               | 150 (492)      | ?      | 2015  | Kita     | La construction va commencer en 2013  |

### Proposés
Cette liste cite les gratte-ciel qui sont proposés et sont planifiés pour atteindre une hauteur de 150 mètres ou plus.
| Nom                                      | Hauteur m (ft) | Étages | Année | District | Notes                             |
| ---------------------------------------- | -------------- | ------ | ----- | -------- | --------------------------------- |
| Umeda 3-Chome                            | 187 (613)      | 41     | 2012  | Kita     | [ 1 ]                             |
| Nankai Kaikan Building New Building Plan | 155 (509)      | 29     | 2016  | Chūō     | Construction va commencer en 2016 |

## Liste des plus anciens gratte-ciel d'Osaka

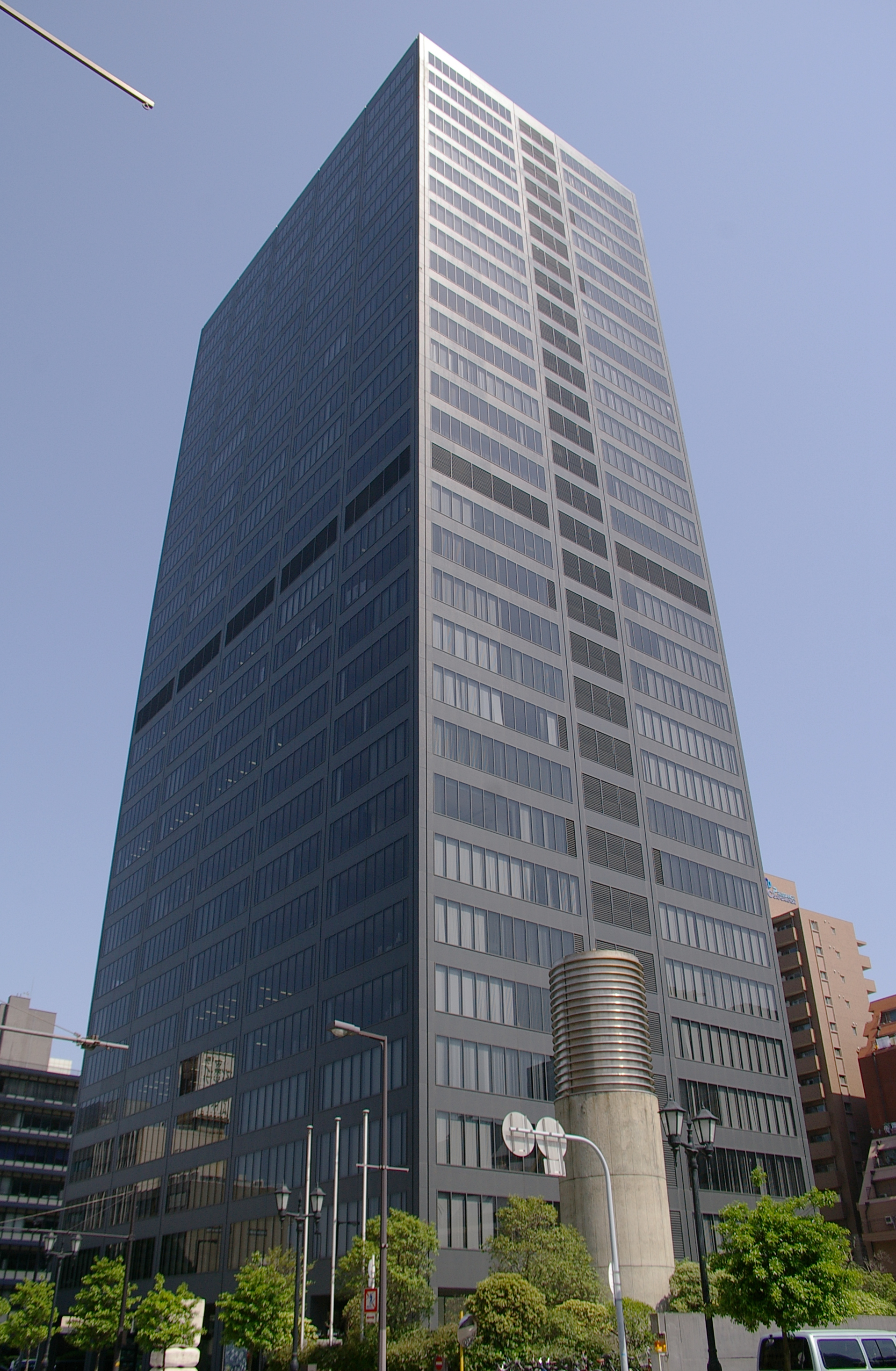
Osaka Obayashi Building

Cette liste compte les gratte-ciel qui ont été les plus hauts.
| Nom                          | Années    | Hauteur m (ft) | Étages | Arrondissement | Notes |
| ---------------------------- | --------- | -------------- | ------ | -------------- | ----- |
| Osaka Obayashi Building      | 1973–1973 | 120 (393)      | 30     | Chūō           | [ 2 ] |
| Osaka Kokusai Building       | 1973–1977 | 125 (410)      | 32     | Chūō           | ,     |
| Hankyu Grand Building        | 1977–1979 | 127 (417)      | 32     | Kita           | ,     |
| Osaka-Ekimae Daisan Building | 1979–1986 | 132 (432)      | 34     | Kita           | ,     |
| Twin 21 Towers               | 1986–1992 | 157 (515)      | 38     | Chūō           | ,     |
| OBP Castle Tower             | 1986–1992 | 157 (515)      | 38     | Chūō           | ,     |
| ORC 200 Prio Tower           | 1992–1993 | 167 (548)      | 50     | Minato         | ,     |
| ORC 200                      | 1993–1995 | 200 (656)      | 51     | Minato         | ,     |
| Osaka World Trade Center     | 1995–2014 | 256 (840)      | 55     | Suminoe        | ,     |